# Pro Napoli Sport Club
Il Pro Napoli Sport Club, meglio noto come Pro Napoli, fu una società calcistica italiana con sede nella città di Napoli.
Si noti una divergenza sulla denominazione: le cronache del quotidiano Il Mezzogiorno (oltre a Fontanelli) lo indicano come Pro Napoli S.C., mentre per l'Annuario italiano del Football 1919-20 curato da Guido Baccani la sua denominazione era Società Sportiva Pro Napoli. Probabilmente "Società Sportiva" era un'italianizzazione di "Sport Club".

## Storia
Fondata nel 1914 dall'ingegnere Murè Baiona, nel 1916 partecipò al campionato campano di Terza Categoria, dove nella fase eliminatoria incontrò il Savoia da cui fu sconfitto solo dal sorteggio, dopo che la gara si concluse sul 5-5.
Finita la guerra, nel 1919 partecipa a vari tornei contro altre squadre campane. Nel mese di marzo, ad Agnano prende parte alla Coppa Reichlin, mentre nel mese di giugno si aggiudicò il trofeo Corriere di Napoli, e la Coppa YMCA nel mese di ottobre.
Due mesi dopo prese parte al campionato di Prima Categoria, che disputò anche l'anno successivo, ma non superò mai il girone eliminatorio campano. Nella stagione 1921-1922, secondo alcune fonti, disputò la Terza categoria campana.
Nel 1922 gran parte dei tesserati confluì nell'Unione Sportiva Internazionale Napoli. Tuttavia, apparentemente la società non si sciolse, in quanto alcuni quotidiani dell'epoca attestano l'attività agonistica dei giallorossi del Pro Napoli S.C. almeno a livello amichevole o ULIC negli anni immediatamente successivi: ad esempio il Comunicato Ufficiale della Lega Sud pubblicato sul Corriere Italiano del 10 febbraio 1924 inserisce nelle liste di trasferimento un calciatore del Pro Napoli S.C., mentre il quotidiano Il Mattino nel corso del 1926 pubblicò le cronache di diverse amichevoli del Pro Napoli; inoltre "Il Mezzogiorno" riporta che il 25 marzo 1923 fu inaugurato il Motovelodromo Partenopeo al Pilastri, con una partita di calcio tra Stabia e Pro Napoli; lo stesso quotidiano inserì il Pro Napoli tra le possibili partecipanti alla prima serie del campionato delle società  minori 1923-24, ma nel dicembre 1924 lo definiva non più esistente; infine nel gennaio 1925 ne annunciò la quasi certa ricostituzione (che poi effettivamente si verificò come attesta "Il Mattino"). Non risulta comunque nell'elenco delle società affiliate alla Federazione pubblicato nel Volume II (1929) dell'Annuario Italiano Giuoco del Calcio.

## Colori e simboli

### Colori
I colori della divisa del Pro Napoli erano, secondo i giornali dell'epoca, il giallo e il rosso. Fonti più recenti, invece, sostengono che la maglia di gioco fosse rossa con colletto e polsini neri, i pantaloncini bianchi e i calzettoni neri con risvolti a righe rosse.
- Simboli ufficiali: cavallo
- Stemma: cavallo nero su fondo giallo e nel bordo rosso periferico la scritta in oro "Pro Napoli Sporting Club".

## Strutture

### Stadio
Le strutture utilizzate furono il Campo ILVA di Bagnoli ed il campo Pilastri di Napoli. Il Campo dei Pilastri fu inaugurato il 4 gennaio 1920 nella partita di campionato Pro Napoli-Puteolana 1-3. Il quotidiano Il Mezzogiorno annunciò per il 1 febbraio 1920 l'inaugurazione della nuova "pelouse calcistica" del Pro Napoli, lodando il presidente Murè Baiona per aver reso il campo di calcio del Pro Napoli il "più bello della regione"; la moglie del presidente fu incaricata del compito di infrangere la bottiglia di champagne sul palo della porta alla presenza delle principali autorità civili e militari di Napoli; infine, per celebrare l'inaugurazione, si disputò una partita amichevole tra il Pro Napoli e una formazione mista delle Regie Navi "Giulio Cesare" e "Andrea Doria".

## Allenatori e presidenti
| Allenatori | Presidenti - 1914-1922 - Murè Baiona |

## Calciatori
Di seguito un elenco di calciatori che hanno militato nel Pro Napoli:
- Luigi De Manes[8]
- Della Croce[8]
- Pino Ghisi[19]
- Aldo Marzorati[19]
- Baldes
- Catania
- Iaquinto
- Cafaggi
- Polisano
- Aiello

## Statistiche e record

### Partecipazione ai campionati
| Livello | Categoria              | Partecipazioni | Debutto   | Ultima stagione | Totale |
| ------- | ---------------------- | -------------- | --------- | --------------- | ------ |
| 1º      | Prima Categoria C.R.C. | 2              | 1919-1920 | 1920-1921       | 2      |